# Gedeo
Gedeo je zona u Regiji južnih naroda, nacionalnosti i naroda Etiopije. Ova zona je dobila ime po narodu Gedeo, čija se domovina nalazi u ovoj zoni. Gedeo je eksklava JNEGG-a koja se sastoji od uskog pojasa zemlje duž istočne strmine Etiopskog gorja. Okružen je regijom Oromia, koja graniči sa zonom na istoku, jugu i zapadu; Gedeo dijeli sjevernu granicu s regijom Sidama. Dilla je administrativno središte, a ostali gradovi su Wonago, Yirgachefe, Chelelekitu i Gedeb.

## Pregled
Nadmorska visina kreće se između 1268 i 2993 metara, te se nalazi u blizini jezera Abaya Gedeo ima 215 kilometara cesta za sve vremenske prilike i 54 kilometra cesta za suhe uvjete, s prosječnom gustoćom cesta od 199 kilometara na 1000 četvornih kilometara.
Središnja statistička agencija Etiopije (CSA) izvijestila je da su 63.562 tone kave proizvedene u Sidami i Gedeu 2005. goine, na temelju evidencije inspekcije etiopske uprave za kavu i čaj. To predstavlja 63% proizvodnje JNEGG-a i 28% ukupne proizvodnje Etiopije Dana 28. srpnja 2009., zonski odjel za koordinaciju poljoprivrede i ruralnog razvoja u Dili izvijestio je da su poljoprivrednici u zoni Gedeo tijekom godine proizveli više od 359,2 milijuna Birra kave.

## Kulturni krajolik Gedeo
Gedeo je dom za otprilike 2.550.000 pripadnika naroda Gedeo. Prošarana svetim šumama i megalitskim spomenicima, ova regija je mjesto gdje se tisućama godina prakticira tradicionalno poljošumarstvo. Zbog tih tradicionalnih praksi, duge povijesti naseljavanja i kulturnog značaja regije, kulturni krajolik Gedeo upisan je na UNESCO-ov popis mjesta svjetske baštine u Africi 2023. godine.
Tisuće kamenih stela, od kojih su najstarije iz neolitika, zabilježene su diljem krajolika na otprilike 100 lokacija. Najveće stele visoke su oko 8 metara i promjera 1 metar, a prikazuju antropomorfne i faličke prizore. Pronađeno je i nekoliko grobnih mjesta i nekropola, a česti su i ugravirani petroglifi.
Vulkanizam tijekom miocena i kvartara, te brojne aluvijalne rijeke čine regiju vrlo plodnom. Više od 90% površine Gedeo zone prekriveno je poljošumarstvom, a glavni poljoprivredni proizvodi su enset (ukrasna banana, Ensete ventricosum) i kava. Farme su vertikalno stratificirane, a biljke enseta i kave uzgajaju se ispod zrelih autohtonih stabala. Korjenasto povrće poput kasave i mahunarki uzgaja se ispod glavnih komercijalnih usjeva. Kako bi se izbjegli negativni učinci erozije na stepenasti krajolik, gotovo se uopće ne obrađuje zemlja, a farme se često rotiraju na mjestima gdje obrađuju, što dopušta da neka područja ostanu neobrađena.
Kulturno znanje o tome kako upravljati i očuvati poljošumarski sustav proizlazi iz običaja i vjerovanja naroda Gedeo, što dovodi do simbiotičkog odnosa između čovjeka i okoliša. Područje sadrži nekoliko svetih šuma u kojima je sječa zabranjena.

## Vanjske poveznice
- Pet tisuća godina održivosti? Studija slučaja o korištenju zemljišta Gedea. Doktorska disertacija Kippie Kanshie, T. svibnja 2002.ISBN 90-804443-6-7, izdavač Treemail, 295 str, 20 stranica ilustracija u boji.